# Pula (ziar electronic)
PULA este un ziar electronic publicat de Programul Regional în Africa al Asociației pentru Progresul Comunicării al Femeilor Africane (APC-Femei-Africane) și pentru Tehnologia Informației și Comunicației în Africa (TIC).